# Société d'astronomie de Montréal
 (juin 2023).
Si vous disposez d'ouvrages ou d'articles de référence ou si vous connaissez des sites web de qualité traitant du thème abordé ici, merci de compléter l'article en donnant les références utiles à sa vérifiabilité et en les liant à la section « Notes et références ».
La Société d'astronomie de Montréal (la SAM) est un club d'astronomie du Québec, l'un des plus anciens de la province.

## Historique
La SAM est née en 1968 du Centre français de Montréal de la Société royale d'astronomie du Canada, lui-même fondé en 1947 par une poignée d'astronomes amateurs francophones, membres du Montreal Centre de la Royal Astronomical Society of Canada (pendant de langue anglaise de la Société royale) qui voulaient exercer leur loisir dans la langue de Molière.
Pendant de nombreuses années au cours des décennies 1960 et 1970 (surtout grâce à la course à la Lune), il s'agissait du plus important club d'astronomie de langue française au Québec. La SAM tenait alors ses activités au Jardin botanique de Montréal : de l'observation grand public sur le terrain extérieur, et des conférences et ateliers (surtout de polissage de miroirs de télescopes) à l'intérieur. Près de 1000 personnes s'y réunissaient tous les mardis soir, et les rangs de la Société comptaient alors environ 800 membres.
À partir du début des années 1980, les activités de la SAM sont devenues un peu moins courues, et mis à part un regain temporaire de popularité au passage de la comète de Halley en 1985-86, les rangs de la Société ont généralement diminué. De plus, plusieurs clubs sont apparus en banlieue, notamment à la suite de la création de l'Association des groupes d'astronomes amateurs du Québec (depuis devenue la Fédération des astronomes amateurs du Québec) à la fin des années 1970.
La Société d'astronomie de Montréal a pendant longtemps publié l'Annuaire astronomique, un livre d'éphémérides. Elle offrait à ses membres des cours sur le polissage de miroirs de télescope, et présentait des conférences et ateliers au Jardin botanique de Montréal jusqu'en 1980, alors qu'elle a dû déménager à la suite des Floralies. La SAM est aujourd'hui basée dans un local appartenant à la Ville de Montréal, dans l'arrondissement Villeray—Saint-Michel—Parc-Extension au Loisir Communautaire Saint-Michel.
La Société d'astronomie de Montréal présente chaque année depuis 1979 (sauf en 1988 et 1989) le Concours annuel de fabricants de télescopes amateurs (CAFTA) (en collaboration depuis 1992 avec le Club d'astronomie Orion de Saint-Timothée et le Club d'astronomie de Dorval), qui récompense le travail des astronomes amateurs dans des domaines tels la mécanique, l'optique, l'originalité, la recherche, la photographie, débutant, logiciel et technologie et finesse du travail. De plus, le CAFTA est l'occasion de la remise du prix Fred-Clarke, «décerné en reconnaissance de l'ensemble de l'œuvre d'un astronome amateur, qui s'est impliqué dans la construction d'instruments astronomiques».

## Liste des présidents
- 1968 : Philippe Mailloux
- 1969-70 : André Aird
- 1971-72 : Jacques Lebrun
- 1973 : Henri Simard
- 1974-76 : Jacques Dumas
- 1977-78 : Henri Coïa
- 1979-80 : Lucien Coallier
- 1981 : Maurice Provencher
- 1982 : Lucien Coallier
- 1983 : Rolland Lacroix
- 1984-85 : Pierre Bastien
- 1986-88 : Marc-André Gélinas
- 1989-90 : Jean-Pierre Urbain
- 1991 : Patrice Gérin-Roze
- 1992 : Marc-André Gélinas
- 1993 : Pierre Paquette
- 1994 : Lorraine Morin
- 1995 : Maurice Provencher
- 1996-97 : Marc Fortin
- 1998-99 : François Chevrefils
- 2000-02 : Patrice Scattolin
- 2003 : Bruno Beaupré
- 2004-06 : Hugues Lacombe
- 2007-09 : Michel Boucher
- 2010-16 : Patrice Scattolin